# Ammoniumacetat
Ammoniumacetat är en jonförening mellan ammoniak och ättiksyra. Den har formeln NH4CH3CO2.

## Egenskaper
Eftersom ammoniumacetat är ett salt av en svag syra och en svag bas så smälter den vid relativt låga temperaturer. När den upphettas sönderfaller den till etanamid.
{\displaystyle {\rm {NH_{4}CH_{3}CO_{2}\ {\xrightarrow {\ \Delta \ }}\ CH_{3}CONH_{2}+H_{2}O}}}

## Framställning
Ammoniumacetat framställs vanligen genom att ättika (CH3COOH) får angripa ammoniak (NH3) eller ammoniumkarbonat ((NH4)2CO3).
{\displaystyle {\rm {CH_{3}COOH+NH_{3}\rightarrow NH_{4}CH_{3}CO_{2}}}}
{\displaystyle {\rm {2\ CH_{3}COOH+(NH_{4})_{2}CO_{3}\rightarrow 2\ NH_{4}CH_{3}CO_{2}+H_{2}O+CO_{2}}}}

## Användning
Ammoniumacetat används bland annat som:
- Biologiskt nedbrytbart frostskyddsmedel.
- Karbonyl i Knoevenagelkondensation.
- Buffertlösning vid masspektrometri av proteiner.